# Paraglyphesis
Paraglyphesis és un gènere d'aranyes araneomorfes de la subfamília Erigoninae, dins de la família Linyphiidae. Es pot trobar a la Rússia asiàtica.
Fou descrit per primera vegada per Kiril Ieskov l'any 1991.

## Llista d'espècies
Segons The World Spider Catalog 12.0:
- Paraglyphesis lasiargoides Ieskov, 1991
- Paraglyphesis monticola Ieskov, 1991
- Paraglyphesis polaris Ieskov, 1991 (Espècie tipus)